# Abrodictyum stylosum
Abrodictyum stylosum är en hinnbräkenväxtart som först beskrevs av Jean Louis Marie Poiret och som fick sitt nu gällande namn av Jacobus Petrus Roux.
Abrodictyum stylosum ingår i släktet Abrodictyum och familjen Hymenophyllaceae. Inga underarter finns listade i Catalogue of Life.